# Une autre mère
Pour plus de détails, voir Fiche technique et Distribution.
Une autre mère (Äideistä parhain) est un film de long-métrage finlandais de Klaus Härö, sorti en 2005, basé sur un roman de Heikki Hietamies.

## Synopsis
Ce film évoque l'évacuation de 80 000 enfants finlandais vers d'autres pays nordiques en 1939-1940 (et notamment la Suède, pays neutre qui en accueillit 70 000 entre 1939 et 1945), à travers les souffrances d'Eero, un enfant de neuf ans pris dans la tourmente de la Seconde Guerre mondiale.

## Fiche technique
- Titre : Une autre mère ou La Meilleure des mères
- Titre original : Äideistä parhain
- Réalisation : Klaus Härö
- Scénario : Kirsi Vikman et Jimmy Karlsson, basé sur une adaptation de Veikko Aaltonen, adapté du roman de Heikki Hietamies
- Direction artistique :
- Musique : Tuomas Kantelinen
- Décors : Cian Bornebusch
- Costumes : Anna Svärdendahl
- Photographie : Jarkko T. Laine
- Son :
- Montage : Darek Hodor
- Production : Ilkka Matila (producteur), Lennart Dunér et Ralf Ivarsson (coproducteurs pour OmegaFilm AB), Petri Siitonen, Erkki Astala, Gunnar Carlsson et Liselott Forsman (coproducteurs)
- Société de production : Matila Röhr Productions, Omega Film & Television AB et Film i Skåne
- Distribution :  Finlande : Columbia TriStar Nordisk Film Distributors
- Budget : 2,9 millions d'euros[2].
- Pays :  Finlande,  Suède
- Format : Noir et blanc / Couleurs - Son : Dolby Digital - 2,35:1 - Format 35 mm
- Genre : Drame
- Durée : 111 minutes
- Dates de sortie :
  -  Finlande : 30 septembre 2005
  -  Canada : 14 septembre 2005 (Festival de Toronto)

## Distribution
- Topi Majaniemi : Eero
- Maria Lundqvist : Signe Jönsson, la mère suédoise
- Marjaana Maijala : Kirsti Lahti, la mère d'Eero
- Michael Nyqvist : Hjalmar Jönsson, le père suédois
- Esko Salminen : Eero (maintenant)
- Aino-Maija Tikkanen : Kirsti Lahti (maintenant)
- Kari-Pekka Toivonen : Lauri, le père d'Eero
- Brasse Brännström : Isoisä Ruotsissa
- Marie Göranzon : Rouva Grëvnas